# Collegio uninominale Emilia-Romagna - 10 (2017)
Il collegio elettorale uninominale Emilia-Romagna - 10 è stato un collegio elettorale uninominale della Repubblica Italiana per l'elezione della Camera dei deputati tra il 2017 ed il 2022.

## Territorio
Come previsto dalla legge elettorale italiana del 2017, il collegio era stato definito tramite decreto legislativo all'interno della circoscrizione Emilia-Romagna.
Era formato dal territorio di 29 comuni: Castelfranco Emilia, Castelnuovo Rangone, Castelvetro di Modena, Fanano, Fiorano Modenese, Fiumalbo, Formigine, Frassinoro, Guiglia, Lama Mocogno, Maranello, Marano sul Panaro, Montecreto, Montefiorino, Montese, Palagano, Pavullo nel Frignano, Pievepelago, Polinago, Prignano sulla Secchia, Riolunato, San Cesario sul Panaro, Sassuolo, Savignano sul Panaro, Serramazzoni, Sestola, Spilamberto,
Vignola e Zocca.
Il collegio era quindi interamente compreso nella provincia di Modena.
Il collegio era parte del collegio plurinominale Emilia-Romagna - 02.

## Eletti
| Elezione | Elezione | Deputato          | Partito      |
| -------- | -------- | ----------------- | ------------ |
|          | 2018     | Benedetta Fiorini | Forza Italia |
|          | 2020     | Benedetta Fiorini | Lega         |

## Dati elettorali

### XVIII legislatura
Come previsto dalla legge elettorale, 232 deputati erano eletti con sistema a maggioranza relativa in altrettanti collegi uninominali a turno unico.
| Candidati              | Candidati                   | Voti    | %     | Liste                           | Voti    | %     |
| ---------------------- | --------------------------- | ------- | ----- | ------------------------------- | ------- | ----- |
|                        | Benedetta Fiorini ✔️ Eletto | 57 240  | 34,60 | Lega                            | 34 572  | 20,90 |
| Forza Italia           | Benedetta Fiorini ✔️ Eletto | 57 240  | 34,60 | 16 689                          | 10,09   |       |
| Fratelli d'Italia      | Benedetta Fiorini ✔️ Eletto | 57 240  | 34,60 | 5 026                           | 3,04    |       |
| Noi con l'Italia - UDC | Benedetta Fiorini ✔️ Eletto | 57 240  | 34,60 | 953                             | 0,58    |       |
|                        | Michele Dell'Orco           | 49 988  | 30,22 | Movimento 5 Stelle              | 49 988  | 30,22 |
|                        | Claudio De Vincenti         | 47 786  | 28,89 | Partito Democratico             | 42 262  | 25,55 |
| +Europa                | Claudio De Vincenti         | 47 786  | 28,89 | 3 698                           | 2,24    |       |
| Italia Europa Insieme  | Claudio De Vincenti         | 47 786  | 28,89 | 1 031                           | 0,62    |       |
| Civica Popolare        | Claudio De Vincenti         | 47 786  | 28,89 | 795                             | 0,48    |       |
|                        | Diego Capponi               | 5 652   | 3,42  | Liberi e Uguali                 | 5 652   | 3,42  |
|                        | Sara Nardiello              | 1 255   | 0,76  | Potere al Popolo!               | 1 255   | 0,76  |
|                        | Karia Portaro               | 990     | 0,60  | CasaPound                       | 990     | 0,60  |
|                        | Roberta Pezzuoli            | 972     | 0,59  | Il Popolo della Famiglia        | 972     | 0,59  |
|                        | Stefania Fortini            | 788     | 0,48  | Italia agli Italiani            | 788     | 0,48  |
|                        | Giuseppe Violante           | 563     | 0,34  | Per una Sinistra Rivoluzionaria | 563     | 0,34  |
|                        | Massimiliano Ferri          | 191     | 0,12  | PRI - ALA                       | 191     | 0,12  |
| Totale                 | Totale                      | 165 425 | 100   |                                 | 165 425 | 100   |
|                        |                             |         |       |                                 |         |       |
| Voti non validi        | Voti non validi             | 6 485   | 3,77  |                                 |         |       |
| Votanti                | Votanti                     | 171 910 | 77,31 |                                 |         |       |
| Elettori               | Elettori                    | 222 369 |       |                                 |         |       |